# روبرتو کورادی
روبرتو کورادی (انگلیسی: Roberto Corradi؛ زادهٔ ۲۹ ژانویهٔ ۱۹۷۵) بازیکن فوتبال اهل ایتالیا است.
از باشگاه‌هایی که در آن بازی کرده‌است می‌توان به باشگاه فوتبال کارپی، باشگاه فوتبال اسپتزیا، باشگاه فوتبال کاتانیا، باشگاه فوتبال پیستویزه، باشگاه فوتبال کروتونه، باشگاه فوتبال مونتسا، و باشگاه فوتبال پرو ورچلی اشاره کرد.